# Louis Lefebvre
Louis Alexandre Marie Joseph Ghislain Lefebvre (Brussel, 23 maart 1824 - Blaasveld, 26 augustus 1889) was een Belgisch advocaat, diplomaat en volksvertegenwoordiger.

## Biografie

### Familie
Louis Lefebvre was een zoon, naast drie dochters, van jonkheer Albert Lefebvre (1782-1861) en Marie-Thérès de Steenhault (1785-1830). Zijn vader was advocaat, lid van het Nationaal Congres, volksvertegenwoordiger en raadsheer in het Hof van Cassatie.
Hij trouwde in 1852 met Marie Wouters de Jauche (1827-1902), dochter van jonkheer Alexandre Wouters de Jauche, burgemeester van Blaasveld, en Jeanne Wauters. Ze kregen veertien kinderen (acht dochters en zes zoons), wat niet belette dat de familie in 1985 uitstierf. Onder hun zonen waren Albert Alexandre Lefebvre (1854-1911) en Charles Lefebvre (1861-1936), die beiden katholiek volksvertegenwoordiger werden. Charles werd ook nog senator en Albert was tevens burgemeester van Blaasveld in opvolging van zijn grootvader Alexander Wouters de Jauche. Hij werd in die functie opgevolgd door zijn jongere broers Ludovic (1867-1944) en Anatole (1874-1958), beiden vrijgezel en laatste naamdragers in dit gezin.

### Carrière
Na gepromoveerd te zijn tot doctor in de rechten aan de Université libre de Bruxelles in 1849 werd hij diplomaat, ambassaderaadslid (1847-1852) en kabinetsmedewerker van minister van Buitenlandse Zaken Constant d'Hoffschmidt (1848-1849). Van 1849 tot aan zijn dood was hij advocaat in Brussel.
In 1868 werd hij verkozen tot katholiek volksvertegenwoordiger voor het arrondissement Mechelen en vervulde dit mandaat tot aan zijn dood. Hij werd opgevolgd door zijn zoon Albert Alexandre Lefebvre.